# Heaven Shall Burn
Heaven Shall Burn je německá kapela hrající metalcore (v tomto žánru jsou považováni za zásadní interprety) s prvky deathcore (někdy se ale také uvádí melodic death metal). Jejich anglické texty se vymezují např. proti rasismu a sociální nerovnosti, všichni členové jsou navíc vegani. Založena byla v roce 1996.

## Videografie
- Bildersturm – Iconoclast II (The Visual Resistance) (2009)

## Diskografie
- Of Truth and Sacrifice (2020)

- Wanderer (2016)
- Veto - album (2013)
- Invictus (2010)
- Iconoclast (Part 1: The Final Resistance) (2008)
- Deaf To Our Prayers (2006)
- Antigone (2004)
- Whatever It May Take (2002)
- Asunder (2000)

## Členové
- Marcus Bischoff – screaming
- Maik Weichert – kytary
- Alexander Dietz – kytary
- Eric Bischoff – baskytara
- Matthias Voigt – bicí

## Bývalí členové
- Patrick Schleitzer – elektrická kytara